# Facultad de Ciencias Económicas y Empresariales (Universidad de Sevilla)
La Facultad de Ciencias Económicas y Empresariales de Sevilla es un centro docente universitario perteneciente a la Universidad de Sevilla. Fundada en 1971, sus antecedentes se remontan a 1963, cuando un grupo de catedráticos de la Facultad de Derecho funda el Instituto Universitario de Ciencias de la Empresa (IUCE).
Como centro dependiente de la Universidad de Sevilla, sus enseñanzas han sido adaptadas al Espacio Europeo de Educación Superior. Imparte los siguientes estudios: 
- Grado en Economía
- Grado en Administración y Dirección de Empresas
- Grado en Administración y Dirección de Empresas en inglés
- Grado en Marketing e Investigación de Mercados
- Doble Titulación Internacional en Marketing
- Doble Grado en Economía y Derecho
- Doble grado en Administración y Dirección de Empresas y Derecho
- Doble grado en Administración y Dirección de Empresas y Finanzas y Contabilidad
- Máster Universitario en Auditoría y Contabilidad Superior
- Máster Universitario en Consultoría Económica y Análisis Aplicado
- Máster Universitario en Economía y Desarrollo
- Máster Universitario en Estudios Avanzados en Dirección de Empresas
- Máster Universitario en Gestión Estratégica y Negocios Internacionales
- Máster Universitario en Marketing e Investigación Aplicada
- Programa de Doctorado en Ciencias Económicas, Empresariales y Sociales
- Programa de Doctorado en Gestión Estratégica y Negocios Internacionales

En el año académico 2025-2026 se prevé implementar el Doble Grado en Administración y Dirección de Empresas y Economía

## Reseña histórica
Los estudios universitarios de materias económicas se organizan en España con carácter independiente en 1944, al ser creada la Facultad de Ciencias Políticas y Económicas de la Universidad Central de Madrid, hoy Universidad Complutense, a la que siguieron las de Barcelona y Bilbao en 1953. Es a partir de mediados de los años 60 cuando el aumento de alumnado exige la creación de nuevas Facultades hasta llegar a la treintena que hoy funcionan en todo el país. En la Universidad española es difícil encontrar un fenómeno similar al del espectacular crecimiento del número de alumnos de estas Facultades, que en buena medida debe ser atribuido al reconocimiento alcanzado en el sector público y en las empresas privadas por el trabajo profesional de los economistas.
El antecedente de la Facultad de Sevilla cabe situarlo en 1963, cuando a propuesta de un grupo de Catedráticos de la Facultad de Derecho se crea el Instituto Universitario de Ciencias de la Empresa (IUCE), con un plan de estudio de tres años en el que se impartían materias de economía y empresa.
La Facultad se crea en octubre de 1971, mediante Decreto en el que también se establece que todas las facultades ya existentes y las que sean creadas en el futuro pasen a denominarse de Ciencias Económicas y Empresariales, con posibilidad de organizar las enseñanzas de dos ramas o secciones de Económicas y de Empresariales.
En el curso 1971-72 las clases se impartieron en la Facultad de Derecho, y los cursos siguientes en la Facultad de Matemáticas, hasta que una vez terminado el edificio actual se convirtió en sede definitiva de la facultad a partir de octubre de 1977. Está ubicada en un solar de 38.745 metros cuadrados, en el que también se han construido la Facultad de Filosofía, Psicología y Ciencias de la Educación y la Escuela Universitaria de Estudios Empresariales. Estos terrenos los ocupaba desde más de un siglo la Pirotecnia Militar, concretamente la zona de ella denominada "Las Carolinas" de gran importancia en la fabricación de cartuchería de diversos tipos.
El curso académico 1993/94 tiene como novedad fundamental el establecimiento en primer curso de los nuevos Planes de estudios correspondientes a las Licenciaturas de Economía y de Administración y Dirección de Empresa. La implantación de las nuevas licenciaturas será progresiva, conviviendo los cursos de éstas y los de la antigua licenciatura hasta su definitiva extinción.
En el curso 1995/96 se implanta la Licenciatura de segundo ciclo de Investigación y Técnicas de Mercado.
En el curso 2001/02 se reforman los planes de estudios aprobados en 1993. Diversas asignaturas tienen la consideración de anuales y se incluye una amplia variedad de asignaturas optativas.
A partir del curso 2009/2010 se comienza la adaptación al Espacio Europeo de Educación Superior con la implantación de los nuevos estudios de grado.

## Departamentos docentes
La Facultad de Traducción e Interpretación es la sede principal del Departamento de Traducción e Interpretación de la Universidad de Granada. Así mismo, cuenta con otros departamentos que a pesar de tener su sede en otras facultades de la universidad, tienen actividad docente en esta facultad. Concretamente los siguientes departamentos cuentan con docencia en esta facultad:
- Departamento de Administración de Empresas y Comercialización de Mercados
- Departamento de Análisis Económico y Economía Política
- Departamento de Contabilidad y Economía Financiera
- Departamento de Derecho Administrativo y Derecho Internacional Público y Relaciones Internacionales
- Departamento de Derecho Civil e Internacional Privado
- Departamento de Derecho Financiero y Tributario
- Departamento de Derecho del Trabajo y Seguridad Social
- Departamento de Derecho Mercantil
- Departamento de Economía Aplicada I
- Departamento de Economía Aplicada II
- Departamento de Economía Aplicada III
- Departamento de Economía Financiera y Dirección de Operaciones
- Departamento de Economía e Historia Económica
- Departamento de Psicología Social